# Museo del Pescador
El Museo del Pescador (en euskera Arrantzaleen museoa) es un museo dedicado a los pescadores y al mar localizado en la Torre Ercilla de Bermeo, País Vasco.  

## Exposición
Es uno de los únicos museos del mundo que muestra solo la vida, las herramientas de trabajo y las técnicas de los pescadores. Se pueden ver muchos otros temas, como la descripción de la costa y los puertos pesqueros vascos; el estilo de vida y los hábitos de los pescadores; asociaciones de gremios de pescadores; embarcaciones y técnicas que se han utilizado en la historia de la pesca y la navegación. La historia de la torre y la gente de Bermeo también se refleja en uno de los pasillos. 
- Colecciones: Costa y puertos, etnografía, barrilería, cordelería, redes, útiles, aparejos, reproducciones de escenas, maquetas de embarcaciones e instrumentos de navegación.
- Exposiciones permanentes: La vida en el litoral, la prehistoria y la evolución de la pesca, el camarote del capitán, instrumentos de navegación y una muestra de la actividad de la carpintería de ribera.